# Tetramerium glandulosum
Tetramerium glandulosum är en akantusväxtart som beskrevs av Oerst.. Tetramerium glandulosum ingår i släktet Tetramerium och familjen akantusväxter. Inga underarter finns listade i Catalogue of Life.